# Artiach (equipo ciclista)
Artiach fue un equipo ciclista español de principios de los años 1990, que tuvo en el fabricante de galletas bilbaíno Artiach a su patrocinador principal.

## Historia

### Precedentes; Orbea, Gin MG, Seat, Caja Rural y Paternina  (1984-1989)
Su predecesor fue el equipo Orbea renacido en el año 1984, el cual estuvo un lustro en el profesionalismo contando con diferentes copatrocinadores, como Gin MG o Seat, y finalmente con Caja Rural. que tomó el papel de patrocinador principal.
A mediados de la temporada 1989, la empresa vinícola Paternina tomó el relevo de la entidad bancaria, con posibilidad de firmar por otro año más, aunque finalmente no hubo acuerdo para prorrogarlo, lo que dejaba al equipo en una difícil situación. En las mismas fechas, una de sus principales figuras, Marino Lejarreta, anunciaba que no continuaría en el equipo la temporada siguiente. Pocos días después, ante la incapacidad de asegurar un espónsor, Jokin Mujika anunció su fichaje por el equipo Banesto.
El 29 de diciembre se supo que el equipo recibiría apoyo por parte de la campaña publicitaria 'Alimentos de España', aunque el nombre concreto tardó varias semanas en concretarse. En abril, finalmente, se llegó al desenlace del culebrón, pasando a formar un nuevo equipo con la misma estructura, con el patrocinio de Artiach.

### Artiach (1990-1995)
Ya con el maillot de la firma galletera, y las bajas de sus más destacadas figuras, como Lejarreta y Mujika, el neerlandés Dick Dekker fue la principal baza del conjunto, con triunfos en la Hucha de Oro, dos etapas en la Vuelta a Portugal y otras dos en la Vuelta a La Rioja.
En 1991, el equipo sufrió una profunda reforma, al marcharse Perurena y otros seis corredores a una nueva formación ciclista, de nuevo con Paternina como patrocinador principal. Jesús Guzmán comenzó a desempeñar funciones de director deportivo, junto a Giner. La llegada de Laguía o Americo da Silva no consiguió paliar los cambios, y apenas se cosecharon triunfos en critériums o pruebas de escaso nivel.
En 1992, de nuevo se produjeron grandes cambios en la plantilla, con la llegada de veteranos como Eduardo Chozas, Mújika, Gutiérrez o Nijboer, y jóvenes valores como Clavero, González de Galdeano y García Casas. No obstante, el equipo siguió sin disfrutar de demasiado éxito, y apenas dos victorias de Alfonso Gutiérrez en el Trofeo Alcudia y el Trofeo Manacor fue todo el bagaje de la formación galletera.
En la temporada 1993, destacaron los triunfos de etapa en la Vuelta a Murcia de Nijboer y Gutiérrez, y en la Vuelta a Valencia, también del esprínter cántabro, pero sobre todo la victoria en la 2.ª etapa de la Vuelta a España, ganada al sprint por Alfonso Gutiérrez.
En el año 1994, el portugués Orlando Rodrigues logró los mejores resultados del equipo, ganando la Vuelta a Portugal y el Circuito de Guecho. Por su parte, el colombiano Alberto Camargo consiguió adjudicarse una etapa en la Vuelta a Asturias. El propio Camargo fue 10.º en la clasificación general de la Vuelta a España.
Al año siguiente, Rodrigues repetiría su victoria en la Vuelta a Portugal. Además, Asiate Saitov se impuso también en la Vuelta al Alentejo, así como en el Campeonato de Rusia de ruta, a nivel individual. En la Vuelta a España, Daniel Clavero fue el mejor clasificado, al terminar 8.º en la clasificación general, y Saitov se adjudicó la 18.ª etapa.
Al término de la temporada 1995, el equipo se disolvió, recalando algunos de los corredores, así como el director deportivo Francisco Giner en la estructura del equipo Kelme, y manteniéndose Artiach un año más como copatrocinador del equipo.

## Corredor mejor clasificado en las Grandes Vueltas
| Año  | Giro de Italia        | Tour de Francia       | Vuelta a España          |
| ---- | --------------------- | --------------------- | ------------------------ |
| 1984 | -                     | -                     | 15.º Peio Ruiz Cabestany |
| 1985 | -                     | 6.º Pedro Delgado     | 1.º Pedro Delgado        |
| 1986 | -                     | 18.º Marino Lejarreta | 5.º Marino Lejarreta     |
| 1987 | 4.º Marino Lejarreta  | 10.º Marino Lejarreta | 28.º Roque de la Cruz    |
| 1988 | -                     | 16.º Marino Lejarreta | 14.º Jokin Mujika        |
| 1989 | 10.º Marino Lejarreta | 5.º Marino Lejarreta  | 20.º Marino Lejarreta    |
| 1990 | -                     | -                     | -                        |
| 1991 | -                     | -                     | 49.º Carmelo Miranda     |
| 1992 | -                     | -                     | 37.º Carmelo Miranda     |
| 1993 | 32.º Eduardo Chozas   | -                     | 22.º Eduardo Chozas      |
| 1994 | -                     | -                     | 10.º Alberto Camargo     |
| 1995 | -                     | -                     | 8.º Daniel Clavero       |

## Plantilla
Para años anteriores, véase Anexo:Plantillas del Artiach

### Plantilla 1995
Artiach
- Daniel Clavero
- Félix García Casas
- Ramón García
- José Manuel García
- León Giner
- Junichi Kikuta
- Mariano Moreda
- Asensio Navarro
- Américo José Neves da Silva
- Manuel Pascual
- Orlando Rodrigues
- José Luis Rubiera
- Rafael Ruiz
- Asiat Saitov
- Antonio Sánchez García
- José Luis Santamaría